# Villavendimio (kommunhuvudort)
Villavendimio är en kommunhuvudort i Spanien.   Den ligger i provinsen Provincia de Zamora och regionen Kastilien och Leon, i den centrala delen av landet, 190 km nordväst om huvudstaden Madrid. Villavendimio ligger 728 meter över havet och antalet invånare är 197.
Terrängen runt Villavendimio är platt, och sluttar söderut. Runt Villavendimio är det mycket glesbefolkat, med 7 invånare per kvadratkilometer. Närmaste större samhälle är Toro, 7,4 km sydväst om Villavendimio. Trakten runt Villavendimio består till största delen av jordbruksmark.